# West-Limburgs

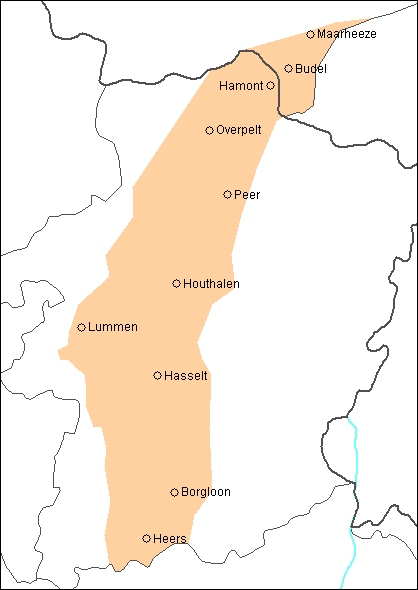
Het West-Limburgs dialectgebied.

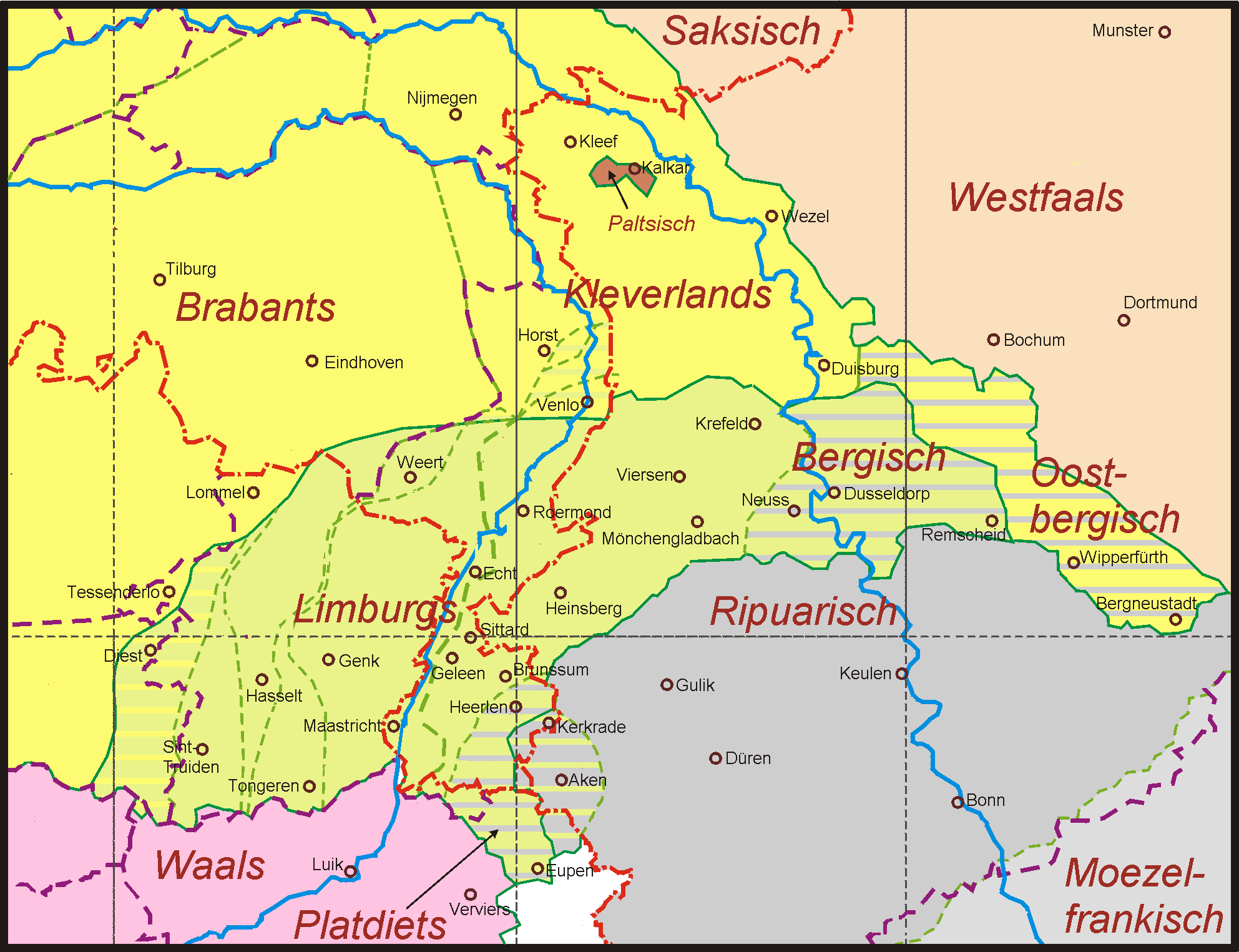
- HET LIMBURGS TAALLANDSCHAP -
Het zuidelijk Maas-Rijnlandse (Limburgs-Nederrijnse) dialectcontinuüm

West-Limburgs is een verzamelnaam voor de in taalkundig opzicht Limburgse dialecten die worden gesproken in het westen van de Belgische provincie Limburg en het uiterste zuidoosten van de provincie Noord-Brabant, ruwweg in het gebied tussen Maarheeze, Lummen, Heers, Borgloon en Peer.

## Afbakening

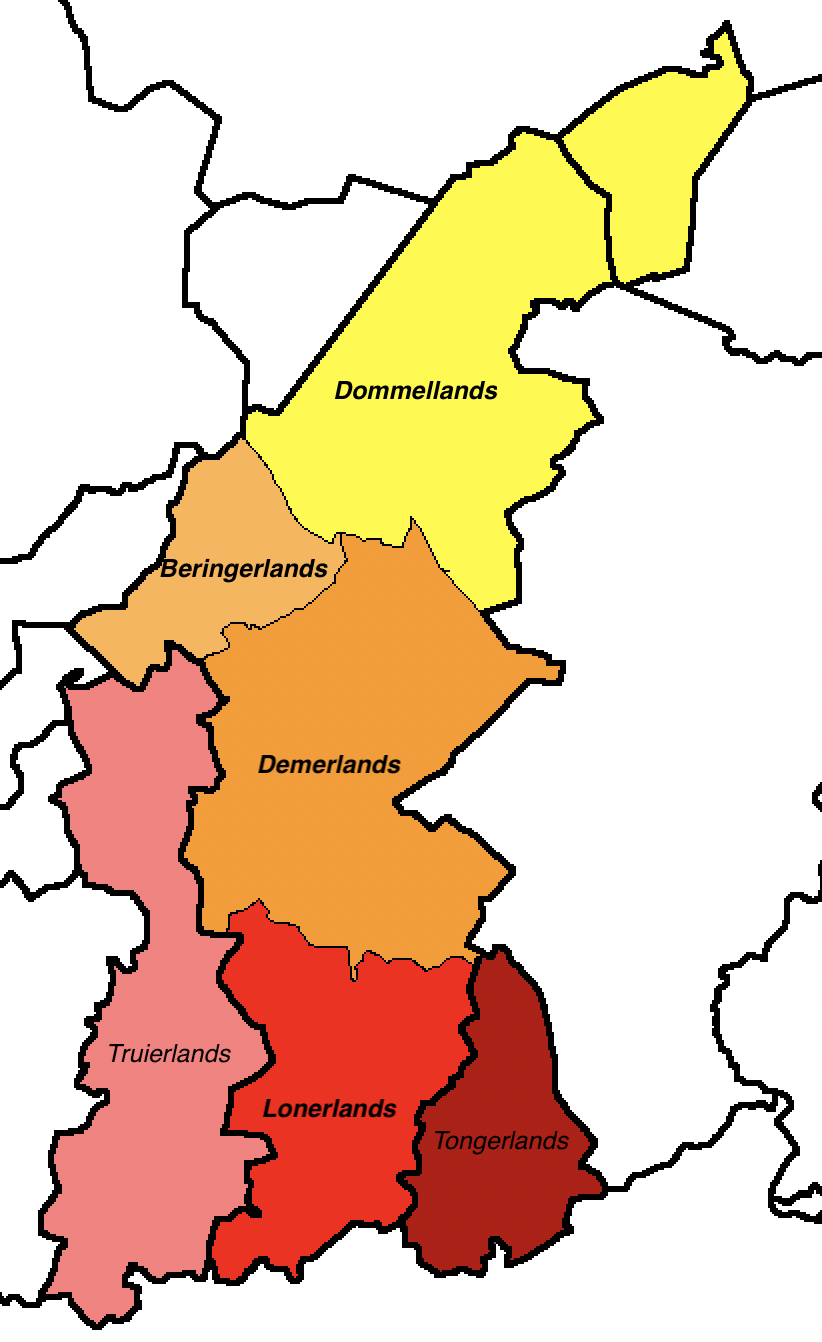
Kaart van de West-Limburgse subdialecten, inclusief het Tongerlands en Truierlands.

In het noorden en westen wordt het West-Limburgs afgebakend door de Uerdinger linie (ik/ich) en de Gete-linie. Achter (ten westen, noordwesten en noorden van) de Uerdinger linie zijn de dialecten Brabants. Tussen de Uerdinger linie en de Gete-linie zijn de dialecten Brabants georiënteerde West-Limburgse overgangsdialecten (de dialecten hebben er o.a. de Limburgse vormen "ich", "mich", "oech" en grotendeels ook "ooch" maar ook al duidelijk Brabantse kenmerken). In het oosten wordt het West-Limburgs door de Panninger zijlinie (sch-/sj-) en de gij/doe-lijn afgescheiden van het Centraal-Limburgs, terwijl in het zuidwesten de betoningslijn de grens vormt van het West-Limburgs met het Truierlands. Van noord naar zuid kan het West-Limburgs verder worden onderverdeeld in Dommellands, Demerkempens, Beringerlands (dat nog wel sleep- en stoottonen kent maar waar ze hun functie verloren zijn en waar men te pas en te onpas met Limburg of Brabant meedoet wat de Getelijn betreft; Beringen, Paal en Tervant voor meer dan de helft met Limburg en Oostham, Heppen ,Beverlo en Korspel vrijwel volledig met Brabant) en Lonerlands.
- Dommellands: Cranendonck, Hamont-Achel, Pelt, Eksel en Peer.
- Demerkempens: Houthalen-Helchteren, Hechtel, Koersel, Stal, Heusden-Zolder, Zonhoven, Hasselt.
- Beringerlands: Beringen, Paal, Tervant, Heppen, Beverlo, Korspel en Oostham.
- Lonerlands: Alken, Kortessem, Wellen, Borgloon en Heers

Twijfelgevallen
- Tongerlands: Hoeselt, Tongeren en Herstappe. (Centraal-Limburgs)
- Truierlands: Herk, Rummen, Nieuwerkerken, Sint-Truiden en Gingelom (Truierlands)

## Kenmerken
In een groot deel van het gebied zegt men voor het Nederlandse je het Brabantse gij aan het begin van een zin of als men er nadruk op legt. In een zin zegt men echter in een groot deel van het gebied der voor het Nederlandse jij vb; "moe gö der hinne" (waar ga jij heen). Zonhoven zegt "déö" en van Hasselt zuidwaarts zegt men "dzjéë" varianten voor het Nederlandse jij. Woorden die in het Nederlands met sch- beginnen, worden uitgesproken als sg-. Vanwege de aanwezigheid van tonaliteit (het gebruik van stoot- en sleeptonen) wordt het West-Limburgse taalgebied tot het grotere taalgebied van het Limburgs gerekend.
De grens tussen het West- en Centraal Limburgs loopt dwars door enkele fusiegemeenten, zoals Bocholt. Hier wordt een behoorlijk ander dialect wordt gesproken dan in Kaulille, dat sinds 1977 onder dezelfde gemeente valt.

## Status
In Nederland wordt nog algemeen dialect gesproken, in België is het bedreigd.